# Motín de Haarlem
El motín de Haarlem es el primer motín de los tercios españoles en Flandes, ocurrido en julio de 1573.
En el asedio a la ciudad de Haarlem, los soldados españoles llevaban dos años sin cobrar sus pagas y tenían una serie de privaciones, que junto al invierno holandés, hacían su tarea aún más penosa. 
Caída la plaza, los españoles habían perdido 4000 hombres y seguían sin recibir los retrasos, para colmo se habían enterado de que los holandeses habían pagado al duque de Alba 240.000 florines, de los cuales los soldados no habían recibido nada, ya llevaban 20 pagas sin cobrar. A los quince días, las tropas se sublevan.
El motín dura 18 días: el duque de Alba y su hijo, Fadrique de Toledo, transigen y pagan a cada soldado 30 escudos, excepto a los heridos y enfermos. El motín no encaja bien en la buena disciplina de los de la casa de Alba y padre e hijo mandan ahorcar a los cabecillas y luego ordenaron a la tropa a combatir a los holandeses en misiones que para entonces se daban como imposibles: la toma de Alkmaar y Leiden, dos posiciones muy fuertes, que terminan en sendos fracasos. Más tarde, y estando al mando Sancho Dávila y Daza, se dirigen a combatir a Luis de Nassau en la batalla de Mook ocurrida el 14 de julio de 1574. Dos años después se sucederían nuevos motines.